# Mariascopia guarani
Mariascopia guarani är en insektsart som beskrevs av Bentos-pereira 2003. Mariascopia guarani ingår i släktet Mariascopia och familjen Proscopiidae. Inga underarter finns listade i Catalogue of Life.